# Imatra vattenkraftverk

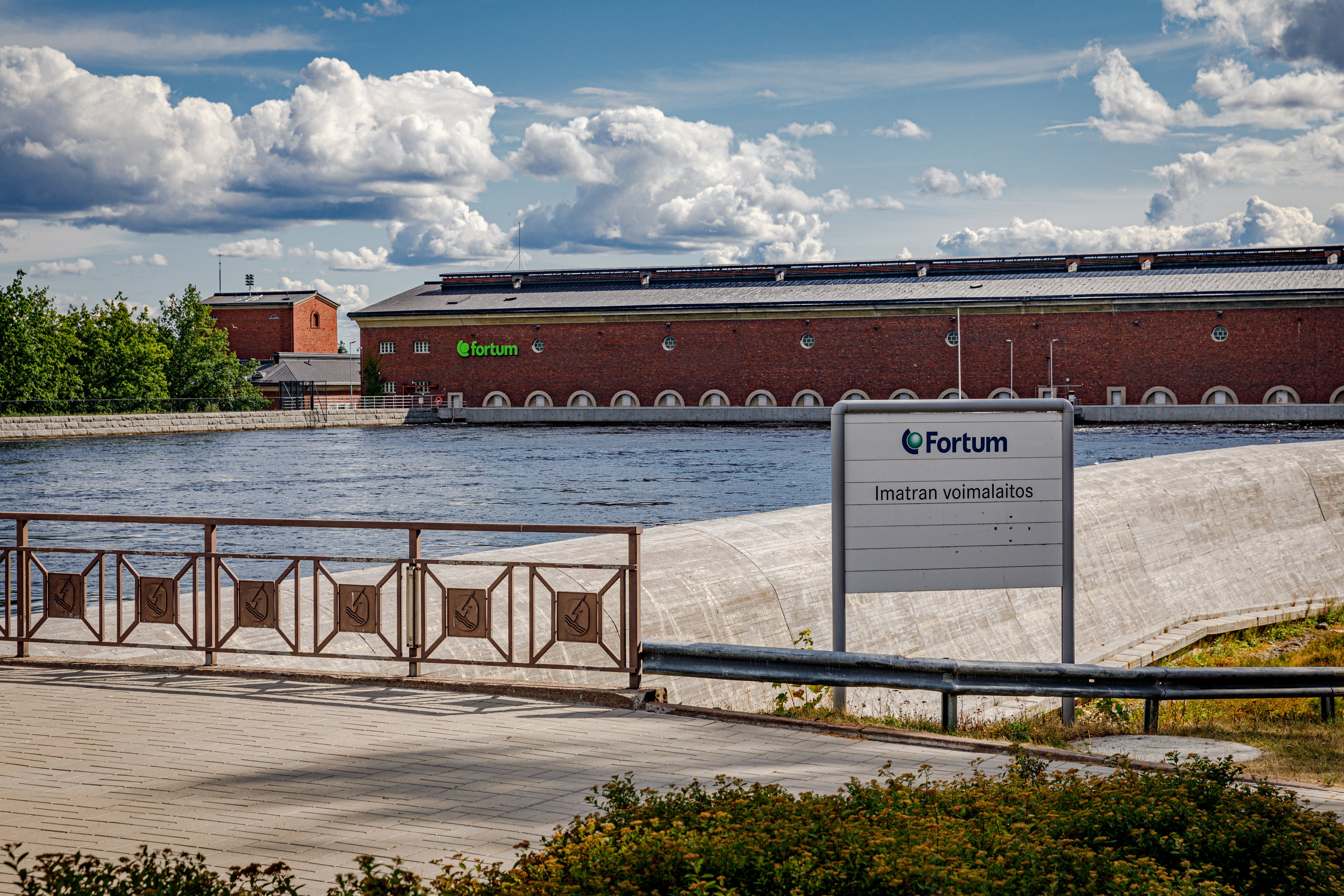
Imatra vattenkraftverk.

Imatra är en fors och ett vattenkraftverk i älven Vuoksen. 
Kraftverket, är beläget omkring 6 km nedanför Vuoksens utlopp ur Saimen, som på grund av landhöjningen bröt sig genom Salpausselkä vid Imatra för omkring 4 000–5 000 år sedan. Forsens längd var i naturtillstånd 1 300 meter. På en sträcka av 500 meter störtar älven ned 18,4 meter i en 15–20 meter bred bergsklyfta. Medelvattenmängden är omkring 600 m³/s; maximalt är vattenmängden 1 200 m³/s. Vattenkraften utbyggdes av staten på 1930- och 1940-talet. Det första kraftverket (fyra aggregat) byggdes 1922–1929 (kraftstation ritad av arkitekten Oiva Kallio). Genom sammandämning av Imatra med det ovanför liggande 5 meter höga Linnankoskifallet och upprensning av några småforsar blev fallhöjden vid turbinerna 24 meter. År 1936 tillkom ett femte, följande år ett sjätte och 1951 ett sjunde aggregat. Imatra är Finlands största vattenkraftverk, idag ägt av Fortum Abp, med en effekt på 170 MW.